# Kongō (1877)
Kongō (jap. 金剛) – japońska korweta pancerna typu Kongō. Okręt wszedł w skład Japońskiej Cesarskiej Marynarki Wojennej w 1878 roku. Uczestniczył w I wojnie chińsko-japońskiej i wojnie rosyjsko-japońskiej. Okręt nazwano imieniem góry w prefekturze Osaka.

## Projekt i budowa
W 1874 roku w związku ze wzrostem napięcia między Japonią a Chinami, władze japońskie zdecydowały się zamówić w brytyjskich stoczniach trzy okręty pancerne: fregatę i dwie korwety. Okręty zbudowano według planów sir Edwarda Reeda, który bazował na rozwiązaniach technicznych, zastosowanych w zbudowanej dla Rosji fregacie pancernej „Gienierał-admirał”. „Kongō” był pierwszą z dwóch korwet pancernych, która od drugiej jednostki tego typu różniła się m.in. kompozytową konstrukcją kadłuba. Pierwotnie posiadała pełne omasztowanie typu bark i maszynę parową o dwóch cylindrach i dwóch kotłach parowych; dym odprowadzał teleskopowo rozsuwany komin. Zapas węgla – 280 ton – pozwalał na przebycie 3100 mil przy prędkości 10 węzłów.
Pierwotne uzbrojenie stanowiły odtylcowe (BL) armaty Kruppa. W 1895 roku podczas przebudowy dodano jedno działko jednofuntowe. W 1903 roku dodano jeszcze dwie armaty 76 mm, dwie 2,5-funtowe i 6 karabinów maszynowych. Opancerzenie stanowił pas burtowy grubości od 76 do 114 mm.
Budowa okrętu rozpoczęła się we wrześniu 1875 roku w stoczni Earle’s Shipbuilding w Hull. Wodowanie miało miejsce 17 kwietnia 1877 roku, wejście do służby w styczniu 1878 roku.

## Służba
„Kongō” obsadzony przez tymczasową brytyjską załogę przypłynął do Yokosuki 26 kwietnia 1878 roku. Po oficjalnym przyjęciu do służby klasyfikowany był jako okręt trzeciej kategorii. W sierpniu 1889 roku wraz z bliźniaczym „Hiei”, ze studentami akademii marynarki wojennej na pokładzie, udał się w dwuletni rejs szkolny, podczas którego przebywał m.in. w rejonie Morza Śródziemnego. W 1891 roku okręty powróciły na Morze Śródziemne, transportując do Turcji rozbitków z tureckiej fregaty „Ertuğrul”, która zatonęła w sztormie w pobliżu Japonii. W styczniu 1893 roku „Kongō” uczestniczył w operacji morskiej, której konsekwencją było obalenie Królestwa Hawajów. Od 1896 roku służył jako okręt szkolny, który był wykorzystywany do zadań patrolowych do 1906 roku. Wycofany ze służby w 1909 roku i złomowany w 1910 roku.